# (38642) 2000 NY17
2000 NY17 (asteroide 38642) é um asteroide da cintura principal. Possui uma excentricidade de 0.25094570 e uma inclinação de 6.04234º.
Este asteroide foi descoberto no dia 5 de julho de 2000 por LONEOS em Anderson Mesa.